# Ovios septentrionis
Ovios septentrionis är en fjärilsart som beskrevs av George Francis Hampson 1910. Ovios septentrionis ingår i släktet Ovios och familjen nattflyn. Inga underarter finns listade i Catalogue of Life.